# Västra Nylands Sparbank
Västra Nylands Sparbank (finska: Länsi-Uudenmaan Säästöpankki) är en självständig finländsk sparbank som bildades år 1988 när Lojo Sparbank, Virkby Sparbank, Karislojo Sparbank och Sammatti Sparbank lades samman. År 1991 uppgick också Nummis Sparbank och Pusula Sparbank i Västra Nylands Sparbank.
Banken hör till Sparbankernas sammanslutning och Sparbanksgruppen. Västra Nylands Sparbank har verksamhet i Lojo, Vichtis, Högfors, Kyrkslätt, Esbo och Vanda. Bankens kunder består i huvuddelen av privatkunder och småföretag. År 2024 hade Västra Nylands Sparbank nästan 30 000 kunder.
Västra Nylands Sparbank äger också fastighetsförmedlingsbolaget Ab Västra Nylands Bostadsförmedling, som verkar under namnet Sb-Hem Valoa. Det är en del av den riksomfattande Sb-Hem-kedjan och erbjuder fastighetsförmedlingstjänster inom Västra Nylands Sparbanks verksamhetsområde samt i Grankulla.